# Chico Lama
Chico Lama is een handpop en personage uit het televisieprogramma De Fabeltjeskrant. Hij speelde mee vanaf seizoen 1985-1986 van de serie.
Hij is, samen met Zaza Zebra en Mister Maraboe, een van de dieren die vanuit het Derde Buitenbos in het Grote Dierenbos komen wonen, waar hij in eerste instantie maar vreemd wordt gevonden. Dit trekt al gauw bij, al blijven dieren als Juffrouw Ooievaar en Woefdram hem met argwaan bejegenen. Chico Lama valt op doordat hij continu spuugt, zoals lama's dat doen. Hij kauwt voortdurend op pruimtabak en gaandeweg draagt hij een kwispedoor bij zich waar hij zijn spuug in deponeert.
Met zijn nieuwe vrienden de gebroeders Bever bouwt hij zijn eigen eetgelegenheid Chico's Place. Dit is een tram die voorheen door Teun Stier werd gebruikt als zuiveltram en die na ingebruikname door Chico Lama als smultram wordt gebruikt. Om geen oneerlijke concurrentie met Bor de Wolfs praathuis te krijgen, besluiten ze dat beide gelegenheden 's avonds om de beurt open zijn. Omdat een week zeven dagen heeft en de avonden steeds verschuiven, besluit Chico Lama een smulkalender te laten maken, waarop staat vermeld welke gelegenheid op welke avond open is. Wanneer Chico's Place volledig uitbrandt, bouwen ze naast het Praathuis van Bor de Wolf Chico's nieuwe eethuis. Gezamenlijk worden deze gelegenheden Borichico genoemd.
Leen Valkenier, de geestelijk vader van De Fabeltjeskrant, bedacht het personage tijdens een bezoek aan dierentuin Artis. Bij de kijkbuiskinderen was Chico dermate populair dat zij hem op 19 maart 1986 verkozen tot bosmeester, de leider van het Grote Dierenbos. In 1988 was hij de winnaar van een liedjeswedstrijd en mocht hij in enkele afleveringen de taak van Meneer de Uil overnemen.
De stem van Chico Lama werd ingesproken door Frans van Dusschoten.